# أندرو يونغ (سياسي)
أندرو يونغ (بالإنجليزية: Andrew Young)‏ هو نقابي وسياسي بريطاني (وحمل سابقاً جنسية المملكة المتحدة لبريطانيا العظمى وأيرلندا)، ولد في 1858، وتوفي في 1943. حزبياً، نشط في حزب العمال. في الانتخابات العامة في المملكة المتحدة 1923 ‏، انتخب عضو برلمان المملكة المتحدة الـ33 عن دائرة Glasgow Partick (UK Parliament constituency) ‏ (6 ديسمبر 1923 – 9 أكتوبر 1924).